# Szahim
Szahim (arab. ‏شحيم‎, Šahīm; fr. Chehim) – miasto w Libanie, na terenie prowincji Iklim al-Charrub, w górach regionu Asz-Szuf. Położone jest około 47 kilometrów na południowy zachód od Bejrutu (około 30 kilometrów w linii prostej). Na obrzeżach miasta znajduje się wielowarstwowe stanowisko archeologiczne.

## Archeologia
Pierwsze prace archeologiczno-konserwatorskie na stanowisku w Szahim miały miejsce pod koniec lat 60. i na początku lat 70. XX wieku. Prace rekonstrukcyjne prowadził H. Kalayan (lata 60., 70. i 80. XX wieku). Rzymskie sanktuarium, a także bizantyjska wieś z bazyliką zostały po raz pierwszy bardziej szczegółowo opisane przez M. Tallona w 1968 roku. 

### Polsko-libańskie badania archeologiczne
Polsko-Libańska Misja Archeologiczna Centrum Archeologii Śródziemnomorskiej UW prowadzi badania na stanowisku w Szahim od 1996 roku. Kieruje nimi dr hab. Tomasz Waliszewski z Uniwersytetu Warszawskiego. Misja współpracuje z Wydziałem Konserwacji i Restauracji Dzieł Sztuki Akademii Sztuk Pięknych w Warszawie, a także libańską Direction Générale des Antiquités oraz Institut français du Proche-Orient (IFPO). Na stanowisku utworzono park archeologiczny, otwarty dla zwiedzających.
Osadnictwo w Szahim sięga epoki brązu, jednak najlepiej zachowane i widoczne na powierzchni są pozostałości antycznej wsi. Wiele obiektów w osadzie jest bardzo dobrze zachowanych – domy mieszkalne, tłocznie oliwy z zachowanymi instalacjami pras, rzymska świątynia czy chrześcijańska bazylika. W obrębie stanowiska znaleziono także fragmenty nekropolii. Tłocznie oliwy funkcjonowały przez co najmniej kilka wieków, można przypuszczać, że produkcja oliwy stanowiła podstawę gospodarki tego miejsca. W bazylice odkryto wielobarwne mozaiki, przedstawiające przede wszystkim motywy geometryczne, lecz także między innymi wizerunek lwicy (w centralnej części prezbiterium) oraz grecką inskrypcję, która pozwala ustalić prawdopodobną datę położenia tych mozaik na 498 rok.